# Urolophus neocaledoniensis
The New Caledonian stingaree (Urolophus neocaledoniensis)là một loài cá đuối ít được biết đến thuộc họ Urolophidae, được tìm thấy ngoài khơi New Caledonia và gần quần đảo Chesterfield và Norfolk Ridge.